# Б'яндронно
Б'яндронно (італ. Biandronno, п'єм. Biandronno) — муніципалітет в Італії, у регіоні Ломбардія, провінція Варезе.
Б'яндронно розташовані на відстані близько 530 км на північний захід від Рима, 55 км на північний захід від Мілана, 10 км на захід від Варезе.
Населення — 3399 осіб (2014).
Щорічний фестиваль відбувається 10 серпня. Покровитель — Святий Лаврентій.

## Демографія
Населення за роками:

Станом на 1 січня 2023 року в муніципалітеті офіційно проживало 120 іноземців з 26 країн, серед них 38 громадян країн Євросоюзу та 19 громадян України.

## Сусідні муніципалітети
- Барделло
- Брегано
- Каццаго-Браббія
- Гавірате
- Тернате
- Траведона-Монате
- Варезе